# شتاینن (بادن-وورتمبرگ)
شتاینن (به آلمانی: Steinen) یک شهر در آلمان است که در لوراخ واقع شده‌است. شتاینن ۱۰٬۰۲۳ نفر جمعیت دارد.